# Yanmen (sockenhuvudort i Kina, Yunnan Sheng, lat 28,07, long 99,02)
Yanmen (kinesiska: 燕门) är en sockenhuvudort i Kina. Den ligger i provinsen Yunnan, i den sydvästra delen av landet, omkring 490 kilometer nordväst om provinshuvudstaden Kunming. Antalet invånare är 7 391. Befolkningen består av 3 609 kvinnor och 3 782 män. Barn under 15 år utgör 15,0 %, vuxna 15-64 år 76 %, och äldre över 65 år 7,0 %.
Runt Yanmen är det mycket glesbefolkat, med 7 invånare per kvadratkilometer. Det finns inga andra samhällen i närheten. Trakten runt Yanmen består i huvudsak av gräsmarker.
Genomsnittlig årsnederbörd är 658 millimeter. Den regnigaste månaden är juli, med i genomsnitt 227 mm nederbörd, och den torraste är november, med 1 mm nederbörd.